# Missões diplomáticas de Antígua e Barbuda

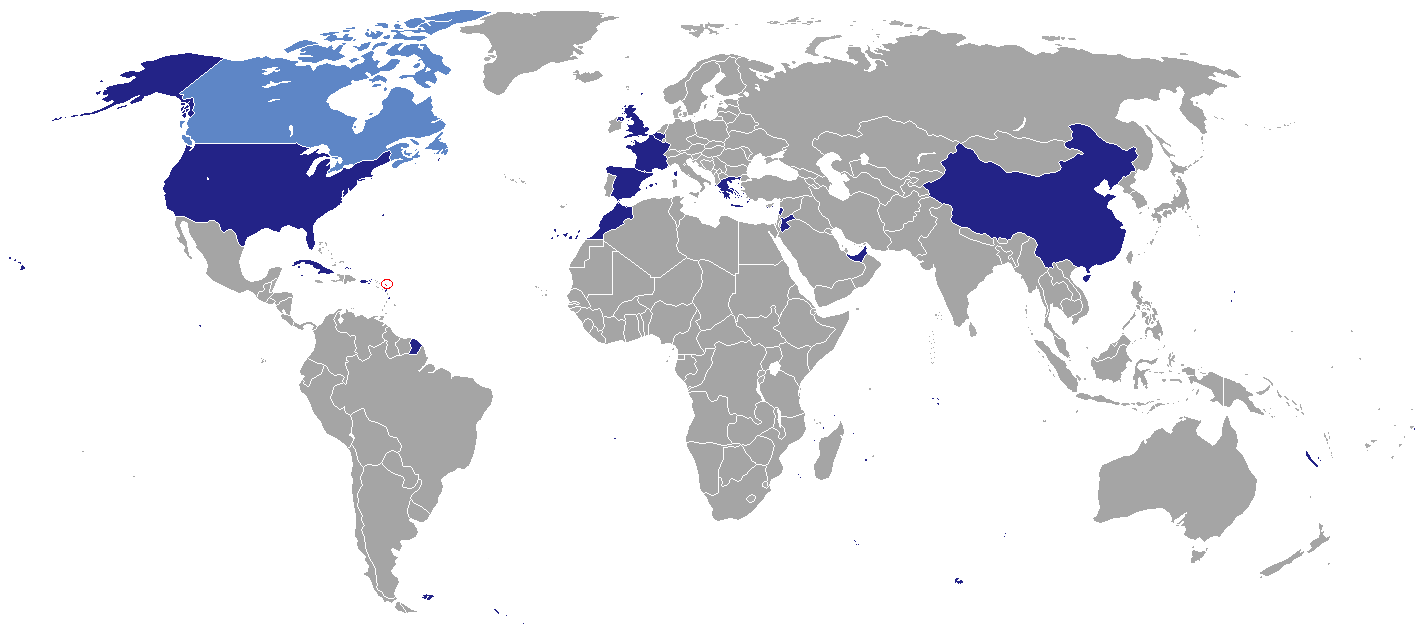
Missões diplomáticas de Antígua e Barbuda

Abaixo estão listadas as embaixadas e os consulados de Antígua e Barbuda:

## América

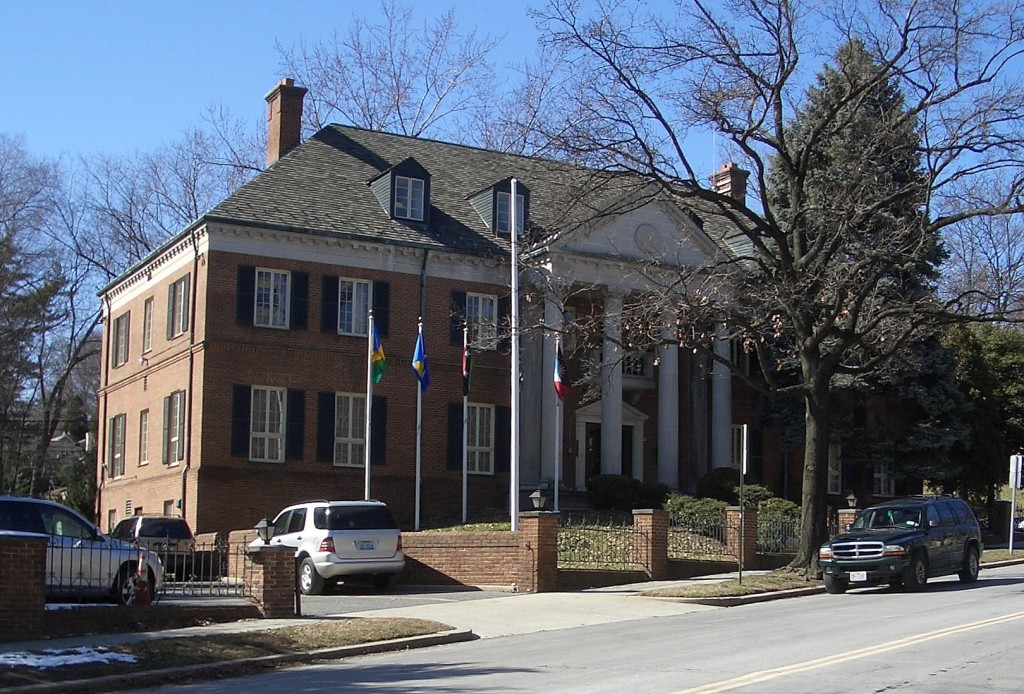
Embaixada de Antígua e Barbuda em Washington, DC

- Canadá
  - Toronto (Consulado-Geral)
- Cuba
  - Havana (Embaixada)
- Estados Unidos
  - Washington, DC (Embaixada)
  - Miami (Consulado-Geral)
  - Nova Iorque (Consulado-Geral)

## Europa
- Reino Unido
  - Londres (Alta comissão)

## Organizações multilaterais
- Nova Iorque (Missão permanente de Antígua e Barbuda ante as Nações Unidas)
- Washington, DC (Missão permanente de Antígua e Barbuda ante a Organização dos Estados Americanos)